# 爱德华·奥马内·博阿马
爱德华·科菲·奥马内·博阿马（英語：Edward Kofi Omane Boamah，1974年12月26日—2025年8月6日），加纳政治家，曾任环境、科学和技术部副部长、通讯部长兼总统发言人等职务，2025年2月起担任加纳国防部长。
2025年8月6日，博阿马在乘坐军用直升机参加打击非法采矿活动时遇难，年仅50岁。